# 3756 Ruscannon
A 3756 Ruscannon (ideiglenes jelöléssel 1979 MV6) a Naprendszer kisbolygóövében található aszteroida. Eleanor F. Helin,  Schelte J. Bus fedezte fel 1979. június 25-én.